# Festiwal Filmów Niezależnych w Przemyślu „CK OFF”
Festiwal Filmów Nieazleżnych w Przemyślu „CK OFF” – organizowany od 2007 roku w Przemyślu offowy festiwal filmowy poświęcony twórczości niezależnej. Założony w 2007 przez dwójkę niezależnych twórców kina offowego z Przemyśla – Irka "Irexa" Janiona i Rafała Paśko, którzy tworzą grupę filmową "Zwellinder". Festiwal odbywa się w budynku Kina Centrum w Przemyślu, a biorą w nim udział zarówno produkcje niezależne i amatorskie jak i etiudy ze szkół filmowych. Festiwal wspólnie organizuje Centrum Kulturalne w Przemyślu oraz Zwellinder Film Group.

## Laureaci 2007
- Grand Prix Manna reż. Hubert Gotkowski, 2 Wyróżnienie dla filmów "Próba Mikrofonu" reż Tomasz Jurkiewicz i "Smarkacze" reż.Cyprian Demianiuk, Nagroda Publicznści "Zazdrość" reż. Filip Rudnicki.

## Laureaci 2008
- Grand Prix "STiUDENT 2" reż. Hubert Gotkowski, Wyróżnienie dla filmu "Ballada o majtku bożym" reż.Karola Godka, Nagrody w kategorii film studencki : "Za horyzont" reż.Jakuba Czekaja, Wyróżnienie dla filmu "Radioakcja" reż. Tomasz Jurkiewicz, Nagroda Publiczności "STiUDENT 2" reż. Hubert Gotkowski, Nagroda filmowcy dla filmowców dla filmu "Ballada o majtku bożym" reż.Karola Godka.

## Laureaci 2010
- "Potwierdzenie" reż. Arczi
- "Grzyby burzy" reż. J. Steliszuk
- "Dom kultury" reż. M. Kosowiec
- "Babcia wyjeżdża" reż. T. Jurkiewicz
- "Do dna" reż.M. Kołowinski
- Nagroda publiczności: "Dom kultury" reż M. Kosowiec
- Nagroda Zwellinder i CK "Filmowcy dla filmowców" – A. Borządek za rolę w "Smoluchach"[1]

## Laureaci 2012
- GRAND PRIX KINO NIEZALEŻNE – "Ubierz mnie" Małgorzaty Goliszewskiej oraz filmy "Dzieciak" i "Apostata" Barka Tryzny
- Wyróżnienie KINO NIEZALEŻNE – "Zgrzyt" Michała Mroza oraz "Nocna wizyta" Piotra Chrzana
- Wyróżnienie KINO STUDENCKIE – "MUKA!" Kordiana Kądzieli
- Nagroda "Filmowcy dla filmowców" – "Odwyk" Krzysztofa Jankowskiego
- Nagroda ufundowana przez Zarząd Województwa Podkarpackiego: "Wiśniowa historia" Grzegorza Krawca

## Laureaci 2013
- Grand prix amatorów – Wielki Łapiak
- Grand prix studentów – Pizza po polsku
- Nagroda Jury uczniowskiego – Kojot
- Nagroda Publiczności – Kojot
- Nagroda Filmowcy dla filmowców – Love Bites

## Laureaci 2014
- GRAND PRIX – "Kiedy ranne wstają zorze" reż. Mateusz Głowacki.
- Wyróżnienie w kategorii Kino Amatorskie – "Kemping" reż. Krzysztof Jankowski.
- Wyróżnienie w kategorii Kino Studenckie – "Lekcja" reż. Damian Kocur.
- Nagroda publiczności – "Kiedyś będziemy szczęśliwi" Pawła Wysoczańskiego.
- Nagroda Filmowcy dla Filmowców trafiła do Karola Godka za film "Fortele".
- Nagroda Jury uczniowskiego – "Errata" Arka Bedrzyckiego.